# Simulium bifenestratum
Simulium bifenestratum är en tvåvingeart som beskrevs av Neusa Hamada och Mateus Pepinelli 2004. Simulium bifenestratum ingår i släktet Simulium och familjen knott. Inga underarter finns listade i Catalogue of Life.